# Nicolas Fouquet
Pour les articles homonymes, voir Fouquet.
Nicolas Fouquet, marquis de Belle-Île, vicomte de Melun et de Vaux, né le 27 janvier 1615 à Paris et mort le 23 mars 1680 à Pignerol, est un homme d'État français. Procureur général au Parlement de Paris et surintendant des Finances en 1653, il devient, en puisant dans les comptes publics, l'un des hommes les plus riches et les plus puissants du royaume de France.
Acquéreur de nombreuses terres et propriétés, il fait bâtir entre 1657 et 1661 le château de Vaux-le-Vicomte, qu'il transforme en un domaine fastueux, grâce aux artistes de renom qu'il embauche, ce qui contribue à alimenter la désaffection du jeune roi Louis XIV.
L'influence grandissante de Jean-Baptiste Colbert marque l'arrêt progressif de l'ascension de Fouquet, qui est dénoncé par Colbert pour malversations.
Destitué et arrêté sur l'ordre de Louis XIV en 1661, il est condamné au terme d'un procès-fleuve de trois ans à la confiscation de ses biens, et au bannissement hors du royaume. Sa peine est aggravée par le roi en un emprisonnement à vie dans la forteresse de Pignerol, où il meurt le 23 mars 1680.
Nicolas Fouquet retrouve une célébrité posthume par le biais des nombreux romans et films, notamment Le Vicomte de Bragelonne d'Alexandre Dumas.

## Famille et formation
Nicolas Fouquet est issu d'une famille d'origine angevine, qui fit fortune dans le commerce du drap avant de se convertir dans la magistrature et qui, contrairement aux prétentions de l'époque du clan Fouquet, n'était pas d'origine noble mais appartenait encore au XVIe siècle à la bourgeoisie marchande, : le premier ancêtre connu Jehan Fouquet était installé comme drapier-chaussier près d'Angers à la fin du XVe siècle.
Le mot « fouquet » désignant un écureuil en langue angevine, les Fouquet portaient les armes d'argent à l'écureuil rampant de gueules avec la devise « Quo non ascendet ? » (« Jusqu'où ne montera-t-il pas ? ») qui était peut-être celle de la famille en général, mais en tout cas celle qui fut adoptée par Nicolas Fouquet.
Né le 27 janvier 1615 à Paris, il est le second fils de François IV Fouquet (alors maître des requêtes de l'hôtel du roi) et de Marie de Maupeou, issue d'une famille influente de la noblesse de robe.
En 1626, à la demande expresse du cardinal de Richelieu, François Fouquet est nommé juge du tribunal d'exception qui condamne à mort le comte de Chalais pour crime de lèse-majesté. Il se fait remarquer à cette occasion par Richelieu qui lui confie ensuite plusieurs missions et gagne auprès du cardinal un crédit, qui dès lors assure au clan Fouquet la protection de Richelieu,.
Les Fouquet sont un modèle de famille catholique dévote et, comme les Maupeou, ils forment « une famille exemplaire de la Contre-Réforme ». Sur les douze enfants survivants du couple, les six filles et trois des garçons seront religieux (deux d'entre eux deviendront évêques). Nicolas Fouquet fait ses études chez les jésuites au collège de Clermont (futur lycée Louis-le-Grand) à Paris. Il semble alors s'orienter lui aussi vers l'état ecclésiastique : il reçoit la tonsure en janvier 1635, devient trésorier de l'abbaye Saint-Martin de Tours et reçoit le bénéfice du prieuré de Saint-Julien de Douy ; mais il s'oriente finalement vers une licence en droit à la Sorbonne , qu'il obtient en 1631 à l'âge de seize ans. Il est reçu avocat au Parlement de Paris en 1632,.
Nicolas Fouquet épouse en 1640 à Nantes Louise Fourché, fille d'un conseiller au parlement de Rennes, qui lui apporte en dot 160 000 livres en argent et rentes sur particuliers plus la terre de Quéhillac. Six mois après avoir donné naissance à une fille, Marie, Louise meurt à l'âge de 21 ans en août 1641,. À 36 ans, il contracte un second mariage en février 1651 avec Marie-Madeleine de Castille, âgée de 15 ans, qui appartient elle aussi, par son père, à une famille de marchands passée à la finance, puis anoblie, et qui apporte à Fouquet le vaste cercle de relations de la famille de sa mère dans la haute robe parisienne.

## Carrière politique

### Magistrat et homme d'affaires

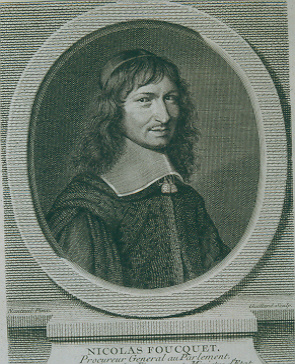
Portrait de Fouquet.

À dix-neuf ans, il obtient une charge de conseiller au parlement de Metz, nouvellement créé par Richelieu, et bénéficie d'une dispense d'âge pour l'occuper. Il est alors chargé par le cardinal d'inventorier les papiers du Trésor de la chancellerie de Vic, où sont conservés tous les titres de la principauté épiscopale de Metz et de l'abbaye de Gorze afin de vérifier si le duc Charles IV de Lorraine n'empiète pas sur les droits du roi de France. Richelieu fait occuper le duché par les troupes françaises avant la fin des travaux et détache à Nancy un certain nombre de magistrats de la cour de Metz, dont Nicolas Fouquet, qui participe au conseil souverain en septembre 1634.
À Nancy, Fouquet mène grand train, prenant part aux séances à la comédie, aux bals et aux festins,,.
En 1636, son père lui achète une charge de maître des requêtes de l'Hôtel du roi et l'associe à ses affaires et lui cède une part dans la Compagnie des îles d'Amérique dont il est le directeur pour le compte de Richelieu, qui en est un des principaux actionnaires.
De 1642 à 1650, il est successivement intendant en Dauphiné, puis intendant de la généralité de Paris. Il devient alors intendant de l'armée des Flandres, puis de l'armée qui assiège Paris en 1649 et de celles que Mazarin envoie en Normandie, en Berry, en Guyenne et en Bourgogne. En 1650, Mazarin lui permet d'acheter pour 450 000 livres la charge de procureur général près le parlement de Paris,,.

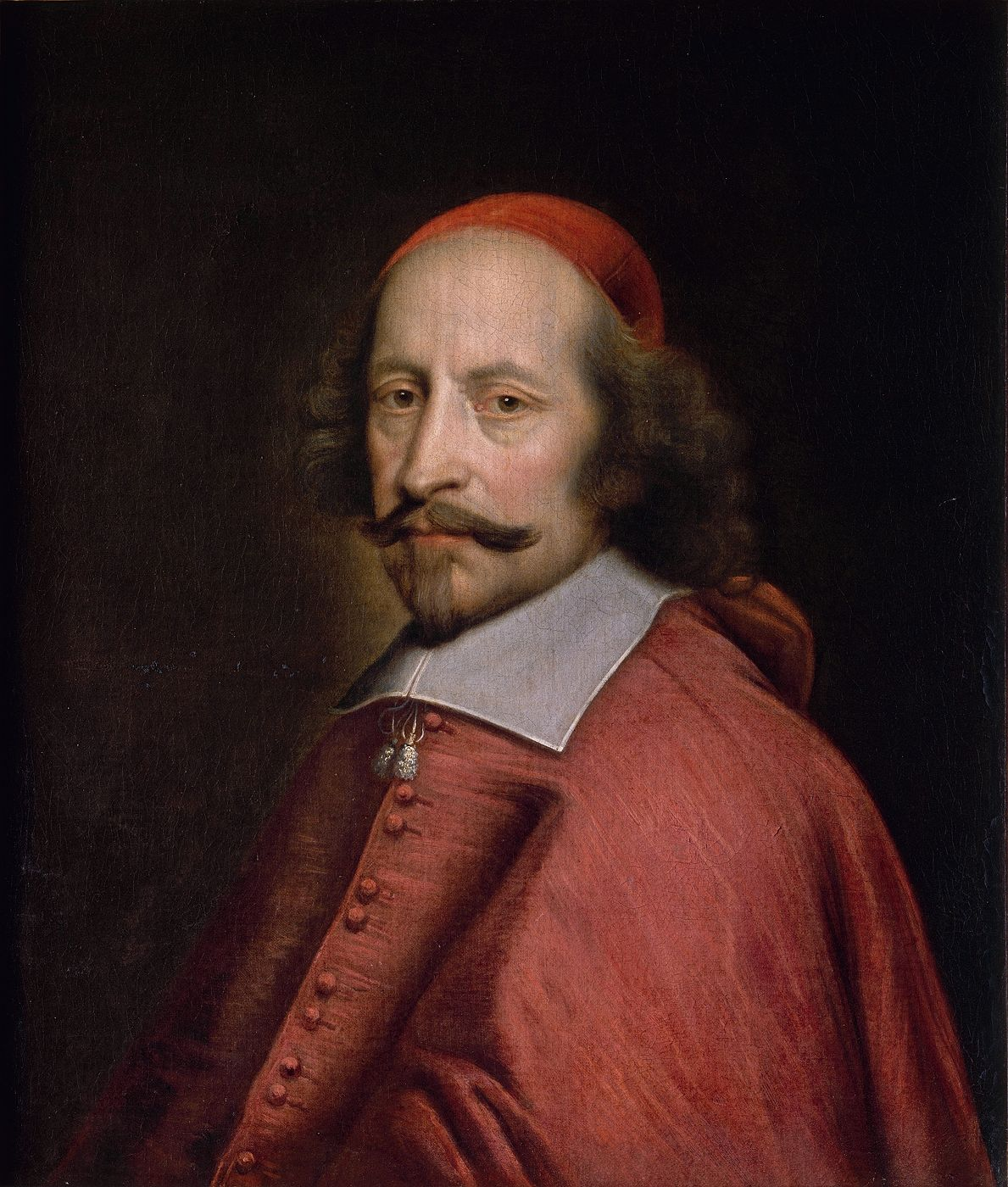
Mignard, Le Cardinal Mazarin, protecteur de Fouquet.

Durant cette période, il reprend les activités de son père au sein des différentes compagnies maritimes, dans lesquelles la famille détient des parts : Compagnie des îles d'Amérique, du Sénégal ou encore de la Nouvelle-France. En 1640, il fait partie des premiers actionnaires de la Société du Cap-Nord et en 1642, il entre dans celle des Indes orientales, mais la mort de Richelieu, protecteur de longue date de la famille Fouquet, vient mettre fin à ses rêves coloniaux et maritimes. Fouquet choisit alors définitivement le service de l'État et celui du cardinal Mazarin qui succède à Richelieu.

### Durant la Fronde
Quand Mazarin s'exile à Brühl à la suite de son expulsion par le Parlement de Paris, Fouquet, procureur général, doit instruire contre le cardinal. Mais par le truchement de son frère Basile, chef de la police secrète du cardinal, il le tient informé jusqu’à son retour en grâce.

### Surintendant des finances

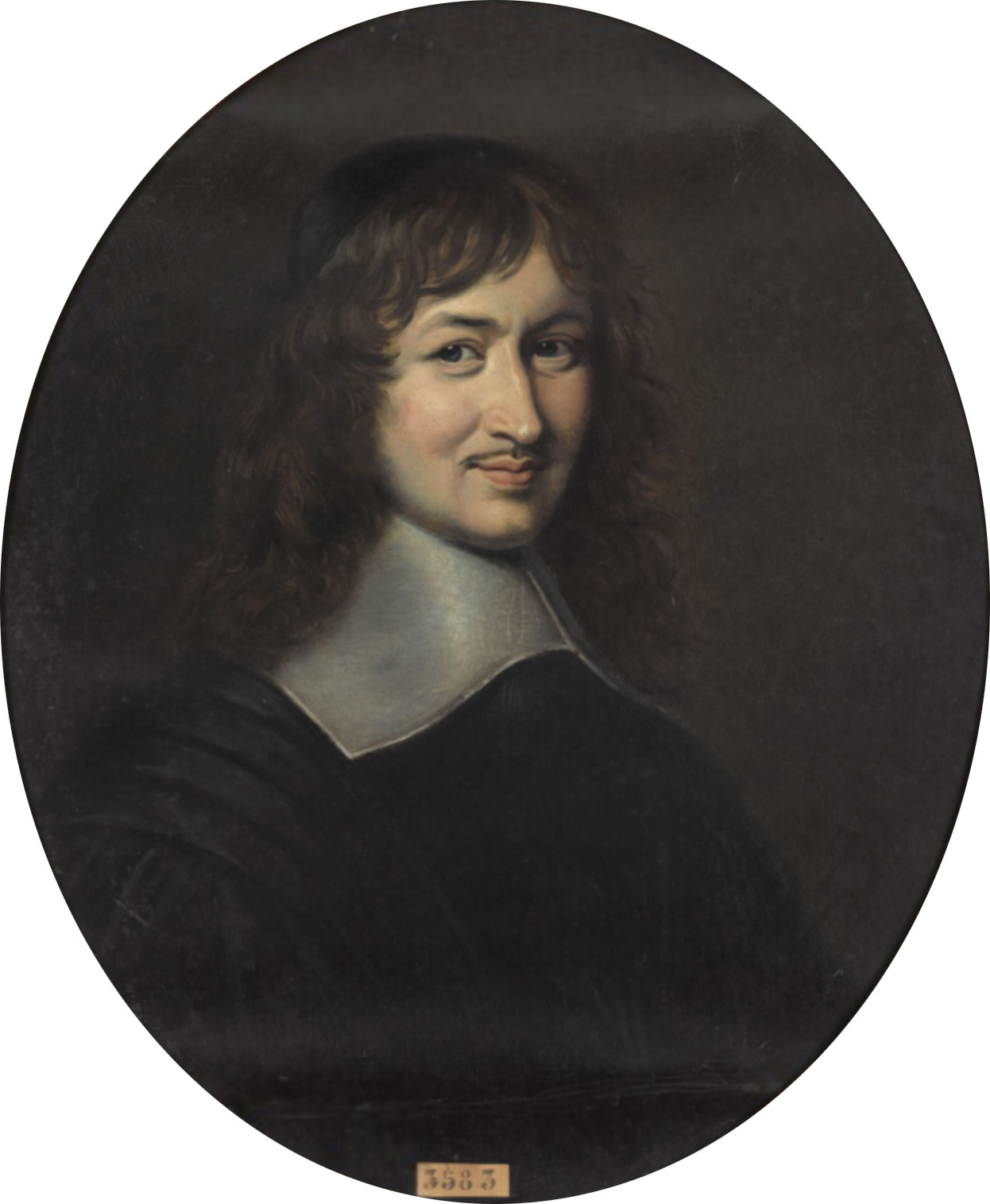
Portrait de Fouquet par Édouard Lacretelle.

À la mort du duc de La Vieuville, surintendant des Finances, en janvier 1653, deux candidats se présentent pour occuper la charge : le diplomate Abel Servien et Nicolas Fouquet appuyé auprès de Mazarin par son frère l'abbé Fouquet.
Mazarin, tenant compte du réseau de Fouquet dans le milieu de la finance et de son poste de procureur au parlement utile pour en contenir les velléités de révolte, mais désirant aussi contrôler l'ambition de celui-ci, partage le 10 février 1653 le poste entre les deux hommes,. Une fois en poste, Servien et Fouquet ne peuvent se mettre d'accord sur la façon de traiter avec les gens d'affaires. Pour faire cesser ce désaccord, Mazarin règle en décembre 1655 leurs attributions respectives : à Servien les dépenses et à Fouquet les recettes.
Fouquet, devenu maître des recettes, s'empare peu à peu de toute l'administration. Selon certains auteurs[Lesquels ?], il fait alors prévaloir le paiement de prétendues avances faites par lui et les siens sur tout autre paiement, détournant ainsi des fonds. Et il assigne à son gré les ordonnances de dépenses de Servien sur des recettes incertaines, douteuses ou chimériques. Après la mort de Servien le 21 février 1659, Fouquet reste seul surintendant.
Les finances royales sont alors dans un état désastreux, à la suite de ces détournements massifs. Alors que les besoins d'argent de la couronne sont immenses, à la fois pour financer la guerre et pour les dépenses personnelles de Louis XIV, le Trésor est en banqueroute, la conjoncture fiscale est calamiteuse (les tailles ne rentrent plus) et le stock de métaux précieux disponible, notamment d'or, insuffisant.
Fouquet se constitue une large clientèle parmi les manieurs d'argent du royaume,. En outre, les flux financiers considérables qui passent par les mains du surintendant ainsi qu'un réseau d'espions et d'informateurs permettent à Fouquet de consolider sa position.
Le bilan de sa surintendance ne fait pas l'unanimité. L'historiographie classique reproche à Fouquet son absence de principes économiques clairs, sa timidité à réduire les « affaires extraordinaires » et à éteindre les emprunts royaux, mais surtout sa collusion avec le milieu des manieurs d'argent, son clientélisme et son enrichissement personnel. Daniel Dessert juge ce bilan largement marqué par les critiques de Colbert et préfère souligner l'amorce de redressement financier obtenu par Fouquet, par des moyens somme toute similaires à ceux de Colbert :

« En réalité, il n'existe pas de politique financière profondément différente entre Fouquet et son rival Colbert. Ce qui les différencie, c'est leur style : tout en nuances, en touches subtiles chez le premier ; en coups de boutoir chez le second. »

Si Fouquet avait bien la même politique que Colbert, il n'a pas été l'auteur d'un système administratif cohérent.
Toujours est-il que l'État se retrouve complètement ruiné par les intérêts des emprunts qu'il lui a fait contracter auprès de ses amis traitants ou de compagnies dans lesquelles il est intéressé, tandis que lui-même se retrouve à la tête d'une fortune fabuleuse lui permettant d'entretenir une cour et de donner des fêtes somptueuses. Ce contraste entre la prospérité de ses affaires et la ruine corrélative de son maître ne tardera pas à provoquer sa chute.[réf. souhaitée]

## Aventures coloniales et maritimes

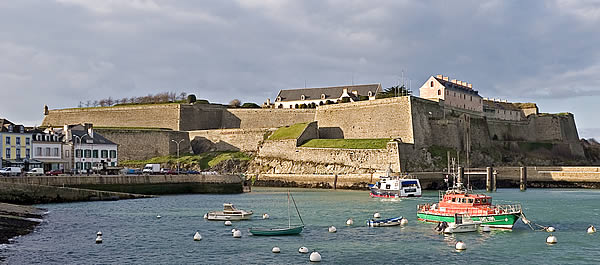
La citadelle Vauban du Palais, à Belle-Île, bâtie par Vauban à la suite des travaux de Fouquet.

Actionnaire, à la suite de son père, de compagnies d'exploitation coloniales, Fouquet a conscience des problèmes inhérents à ces sociétés qui hésitent souvent entre un but religieux et un but commercial, possèdent des moyens insuffisants et pâtissent de la concurrence des Anglais et des Néerlandais.
Rapidement, il décide donc d'intervenir dans les colonies de manière plus directe, en se faisant armateur. Dès les années 1640, sa famille achète ou fait bâtir plusieurs navires, dont des bâtiments de guerre. Certains semblent être utilisés pour la course, sous commission de la France comme du Portugal ; une partie sera vendue à la couronne de France en 1656. Des membres de la parenté sont également placés à des fonctions stratégiques : en 1646, son cousin le président de Chalain devient gouverneur du port breton de Concarneau.[réf. souhaitée]
Fouquet veut aller plus loin et se créer en Bretagne une puissance domaniale pouvant servir de base à de vastes entreprises coloniales et commerciales. C'est dans cette optique qu'il se lie à l'illustre maison bretonne de Rieux, à qui il rachète plusieurs terres aux alentours du golfe du Morbihan, comme la forteresse de Largoët. En 1658, par l'intermédiaire de Jeanne-Pélagie de Rieux, propriétaire de l'île d'Yeu, il fait fortifier l'île, où il amène des vaisseaux armés.
La même année, Fouquet achète Belle-Île pour 2,6 millions de livres, dont il restaure les murailles, et où il fait bâtir un port, des magasins et des entrepôts à grands frais. Il semble bien que l'île soit également destinée à être une place de sûreté, un refuge en cas de procès. Simultanément, il constitue par l'intermédiaire d'un prête-nom une société de commerce à destination de l'Espagne et des Indes, dont les bateaux utilisent Belle-Île comme port d'attache et entrepôt. À la tête d'une dizaine de navires, utilisés pour le cabotage ou le commerce au long cours, Fouquet se classe parmi les premiers armateurs du royaume. Selon le surintendant et ses amis, l'ambition était que Belle-île remplace le port d'Amsterdam dans son rôle d'entrepôt de l'Europe septentrionale.
Afin de se prévaloir d'une autorité légitime, Fouquet achète en 1660 au duc de Damville la charge de vice-roi d'Amérique, qu'il confie à un homme de paille : les lettres de provision accordent au titulaire l'autorisation d'exempter d'impôts les marchandises et munitions destinées aux places existant ou à créer en Amérique. L'objectif du surintendant est alors de prendre le contrôle du commerce des peaux et fourrures d'Acadie, ainsi que de la pêche à la morue. Toutefois, il ne peut concrétiser ses projets en raison de l'opposition de la Compagnie de la Nouvelle-France. Ses projets en Terre-Neuve et aux Antilles connaissent pareillement l'échec, sans doute en raison de la dispersion des efforts de Fouquet.[réf. souhaitée]

## Fortune et propriétés

### Fortune
Entre 1651 et 1661, Nicolas Fouquet bâtit une colossale fortune qui fait de lui en 1661 à la mort de Mazarin, l'homme le plus riche de France. En 1653, ses actifs ont atteint 2 millions de livres et en 1661, ils sont de 19,5 millions de livres avec un passif de 16 millions de livres. Son revenu annuel de surintendant est de 150 000 livres.

### Saint-Mandé (Val-de-Marne)

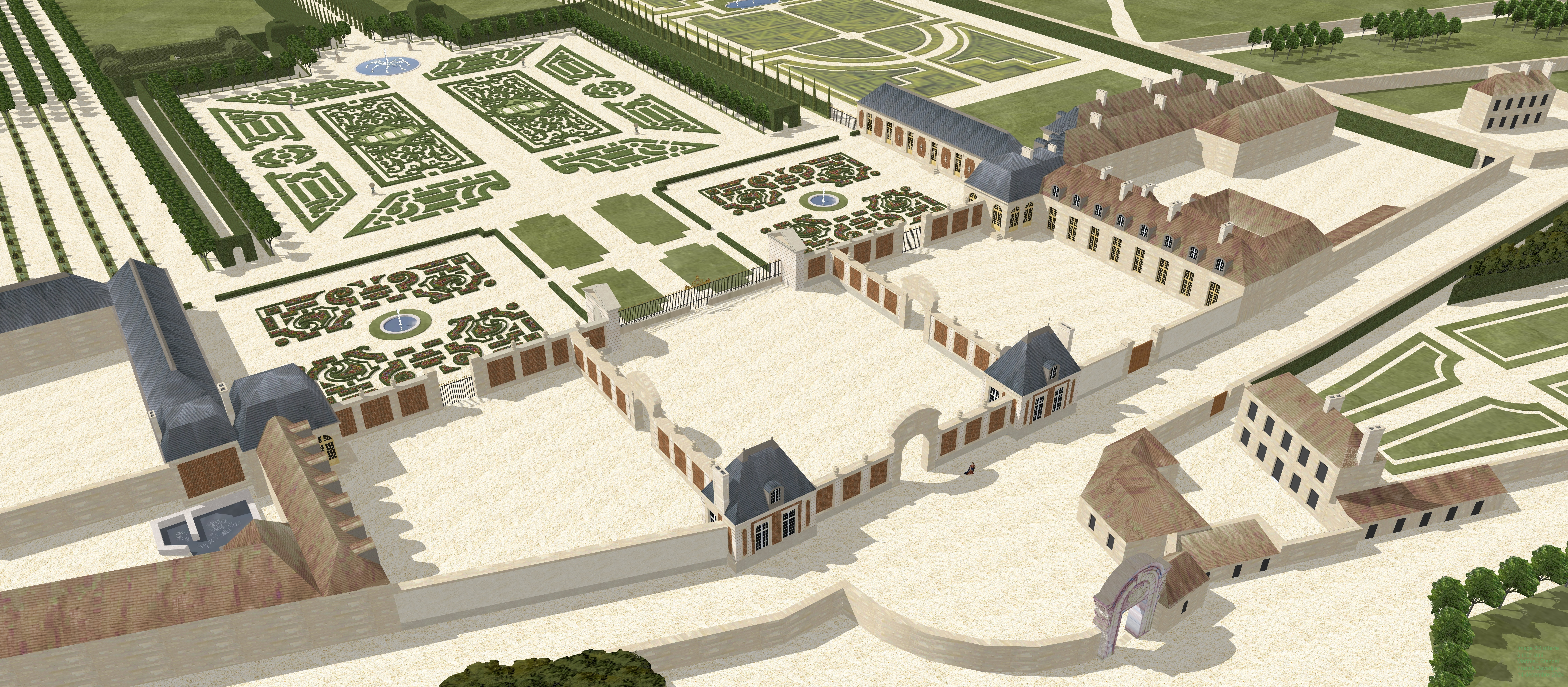
Restitution du château de Saint-Mandé de Nicolas Fouquet, du côté de l'entrée, à son arrestation en 1661.

Fouquet a de nombreuses demeures. Jeune homme, il réside dans la maison familiale de la rue de Jouy, à Paris. Il acquiert ensuite une demeure près de la rue de Matignon, avant de déménager dans l'hôtel de Castille, apporté en dot par sa seconde épouse. Il possède ensuite l'hôtel de Narbonne et celui d'Émery, jouxtant celui de Mazarin. Il achète également une grande propriété à Saint-Mandé qu'il fait rebâtir et embellir. Il y constitue une grande collection de livres (27 000 volumes), surpassée seulement par celle de Mazarin (50 000). Son goût des jardins s'y développe : il les réaménage, les décorant de statues, de serres et d'orangeries. Il y donne de nombreuses réceptions et y joue gros jeu. En 1656, il reçoit successivement la Cour, Gaston d'Orléans et la reine Christine de Suède.[réf. souhaitée]

### Belle-Île-en-Mer
En 1658, Nicolas Fouquet achète pour 1 400 000 livres le marquisat et la forteresse de Belle-Île-en-Mer à Paul de Gondi, cardinal de Retz. Il ne vint jamais à Belle-Île, mais commença des travaux de fortifications, fit construire une petite jetée et un entrepôt. Le Palais devient pour quelques années un port de commerce avec une dizaine de navires partant pour l’Espagne et les Indes.

### Vaux-le-Vicomte (Seine-et-Marne)

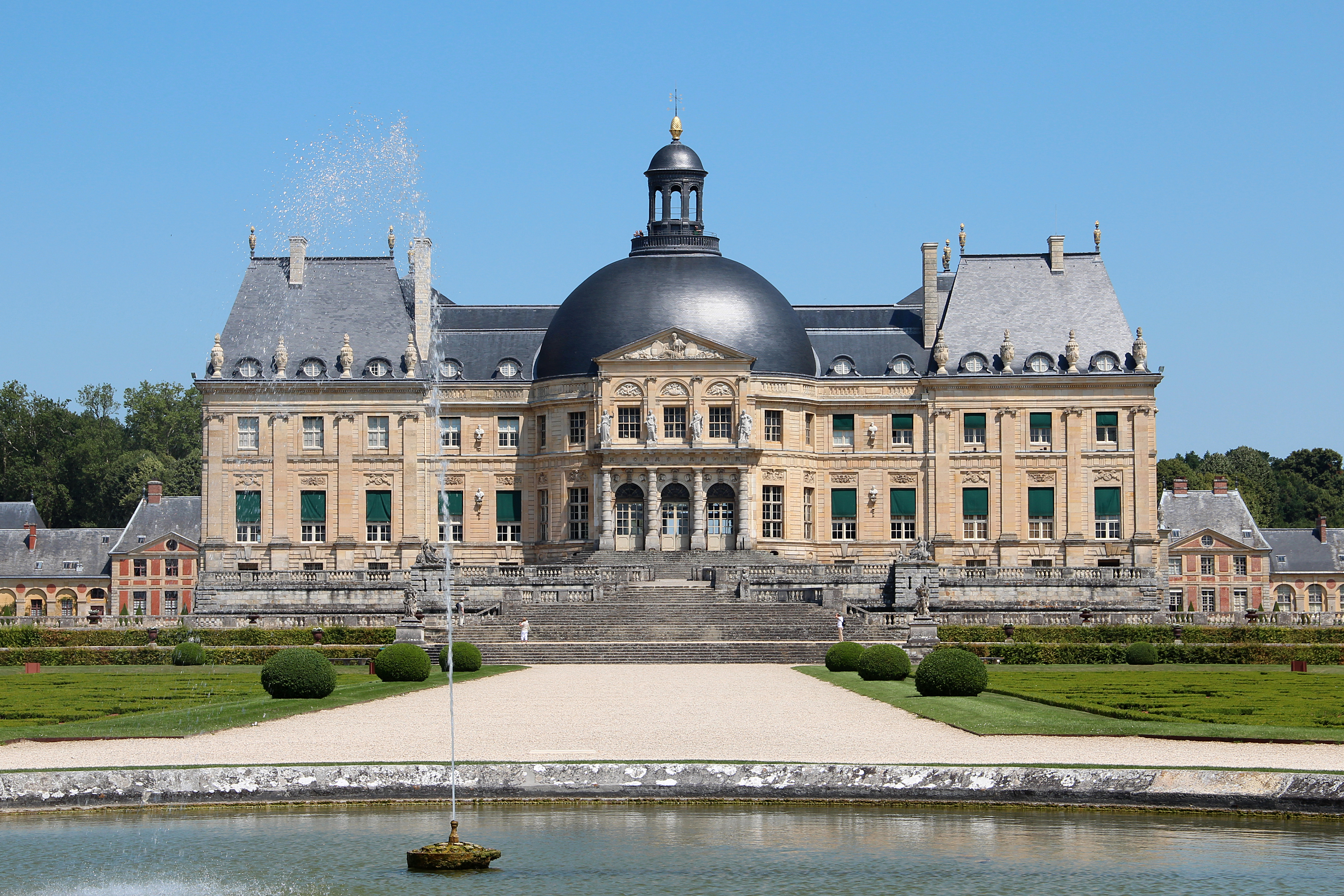
Le château de Vaux-le-Vicomte.

Le 1er février 1641, Nicolas Fouquet achète la terre de Vaux, plus la moitié de la vicomté de Melun. À partir de 1653, il fait bâtir le magnifique château de Vaux-le-Vicomte (sur l'actuelle commune de Maincy).
Le domaine, acheté avant son accession à la surintendance, n'est que friches, au milieu desquelles est construit un vieux château. Fouquet commence par racheter méthodiquement les terres alentour : l'ensemble du domaine représente, à terme, plus de 200 contrats, certains achats ne portant que sur quelques arpents de terre. Il fait raser le village de Vaux, quelques autres hameaux et bois, détourner une rivière et arracher des vignes. En outre, des travaux d'adduction d'eau sont réalisés. Le coût total des travaux de Vaux-le-Vicomte est évalué à plus de 4 millions de livres.[réf. souhaitée]
Il y fait travailler Le Vau, Le Brun, Le Nôtre et Villedo. Il s'entoure d'une petite cour d'écrivains comme Molière, La Fontaine, Madame de Sévigné ou Mademoiselle de Scudéry.[réf. souhaitée]
Le roi y vient pour la première fois en juillet 1659. Le 17 juillet 1660, Fouquet l'y reçoit de nouveau, accompagné par l'infante Marie-Thérèse que le roi vient d'épouser, alors qu'ils reviennent de Saint-Jean-de-Luz.[réf. souhaitée]
Le 11 juillet 1661, il reçoit une nouvelle fois la Cour. Louis XIV n'ayant pu assister à la fête, une autre est donnée le 17 août pour le monarque accompagné de ses 600 courtisans. Elle est somptueuse, avec jets d'eau, feux d'artifice, ambigu (buffet) donné pour plus de mille couverts et supervisé par François Vatel, et création de la pièce de Molière Les Fâcheux : fête spectaculaire dont La Fontaine donne un compte rendu détaillé à son ami Maucroix.
Louis XIV est furieux de voir tant de splendeur alors que ses propres demeures sont vides. L'origine de tant d'argent lui paraît suspecte. L'offre de Fouquet de lui donner Vaux ne fait que l'irriter davantage. Selon l'abbé de Choisy, Louis XIV aurait déclaré dans le carrosse qui le ramène à Paris à Anne d'Autriche : « Ah, madame, est-ce que nous ne ferons pas rendre gorge à tous ces gens-là ? ».

### Le mécène

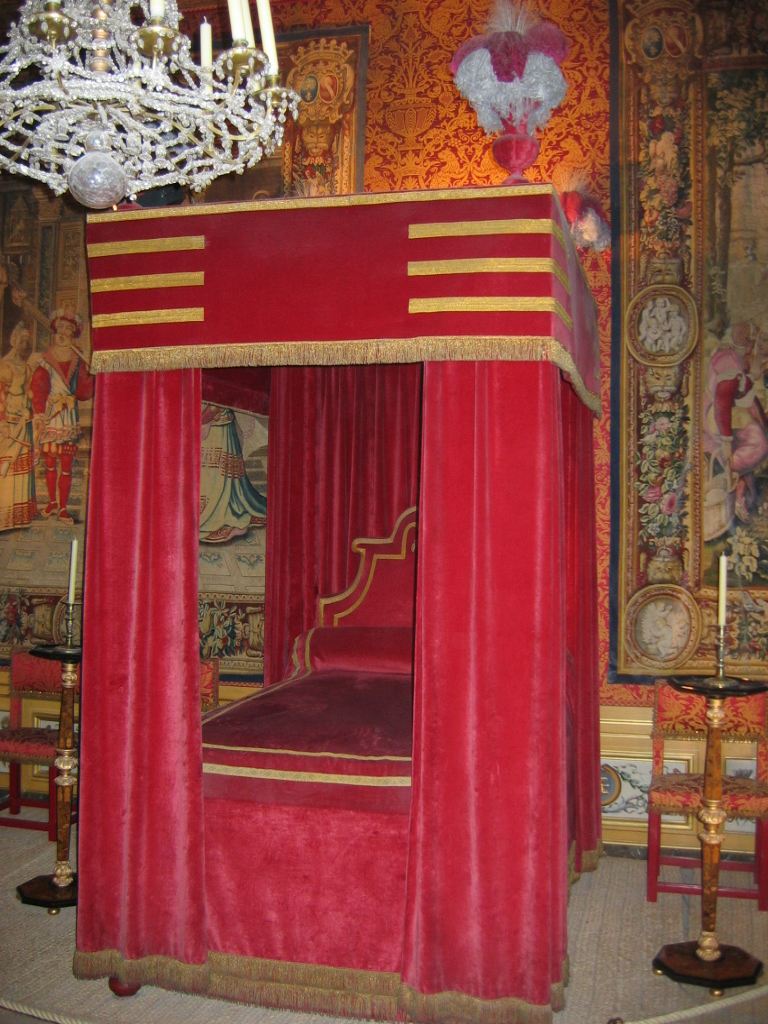
Chambre de Fouquet à Vaux.

Fouquet fonde un salon à Saint-Mandé dès la fin de la Fronde. Il y attire Paul Pellisson, Charles Perrault, Philippe Quinault, Gilles Ménage, La Fontaine et Madame de Sévigné. Dès 1660, il s'intéresse à Molière. Il protège le peintre Nicolas Poussin et le maître de chant et compositeur Bertrand de Bacilly. À Vaux, son salon réunit plutôt des « Précieux ». Fouquet lui-même écrit poèmes, chansons, énigmes et bouts-rimés, suivant la mode de l'époque. Il pensionne de nombreux poètes, comme Corneille (2 000 livres pour la dédicace d'Œdipe), Scarron (1 600 livres) ou encore Gombauld (1 000 livres), et protège les sculpteurs Michel Anguier, son disciple François Girardon, Thibault Poissant et Pierre Puget,.
Sa générosité à l'égard des artistes en fait l'un des mécènes les plus puissants de France, bien devant le cardinal Mazarin et même le roi. En remerciement, Corneille dédie son Œdipe (1659) au surintendant, « pas moins [celui] des belles-lettres que des finances », et Madeleine de Scudéry le place dans sa Clélie, histoire romaine au même rang que Richelieu en tant que protecteur des arts et des lettres,.

## Le procès

### Les raisons de la chute
Lorsque Mazarin meurt en mars 1661, la faveur de Fouquet semble à son comble : il contrôle le Conseil privé du souverain, qui le charge de créer un Conseil du commerce et lui confie plusieurs missions de diplomatie secrète.
Cependant, les critiques de Colbert et l'avertissement de Mazarin, sur son lit de mort, à propos de Fouquet jouent en sa défaveur : Louis XIV se méfie de plus en plus d'un ministre jugé trop ambitieux. Celui-ci a réussi à placer de nombreuses personnes qui lui sont loyales dans les conseils du roi. Il a soudoyé le confesseur de la reine mère, Anne d’Autriche, et a tenté de corrompre la maîtresse de Louis XIV, Louise de La Vallière, qui le dénoncera.
Cette emprise croissante de Nicolas Fouquet a de quoi inquiéter le roi, déjà échaudé par les frondes, alors que celui-ci a pour objectif de concentrer tous les pouvoirs en sa propre personne. Le roi le dira lui-même : le surintendant a tenté de « se rendre l’arbitre souverain de l’État ».
Elle s'explique aussi par la crainte du cardinal et de Colbert qui voient ses places fortes qu'il fait bâtir sur les côtes comme une menace : il a fait débarquer des hommes et de nombreux canons sur l'île d'Yeu. Aussi, Fouquet, populaire, possède un immense réseau de clientèle dans le royaume et se présente comme un fervent soutien des partis dévots, que Colbert suspecte d'avoir attenté à la vie du roi le 29 juin 1658 à Calais, par empoisonnement.
Le parti dévot est absolument opposé à l'alliance avec l'Angleterre, jugée hérétique. Le roi, probablement empoisonné, entouré de ses médecins, réussit à vomir et survit alors que « l'après-Louis XIV » était évoqué. Colbert aussi avait prévenu le cardinal dès 1658 d'une possible tentative d'empoisonnement à l'encontre du roi. Ce même réseau de clientèle, fidèle à Fouquet, est impliqué dans l'affaire des poisons qui éclabousse jusqu'à Madame de Montespan ; mais joue aussi le fait que Louis XIV a l'impression d'être joué par Fouquet : après lui avoir promis de revenir à une gestion plus saine de ses finances, le surintendant est retombé dans ses anciennes pratiques. La résolution du roi se durcit, quand Colbert lui remet les rapports de son cousin, Colbert de Terron, sur les fortifications et l'armement de Belle-Île.
Deux éléments font obstacle à la chute du surintendant : par sa charge de procureur général, Fouquet n'est justiciable que devant le Parlement, qu'il contrôle. Ensuite, le surintendant jouit de la faveur d'Anne d'Autriche. Colbert y pare méthodiquement : d'abord, il s'arrange pour que Fouquet propose spontanément au roi de vendre sa charge pour lui en remettre le produit,. Ensuite, il gagne à sa cause la duchesse de Chevreuse, proche amie de la reine-mère. Fouquet, informé de ces menées, ne les comprend pas et accumule les maladresses.[réf. souhaitée]

### L'arrestation

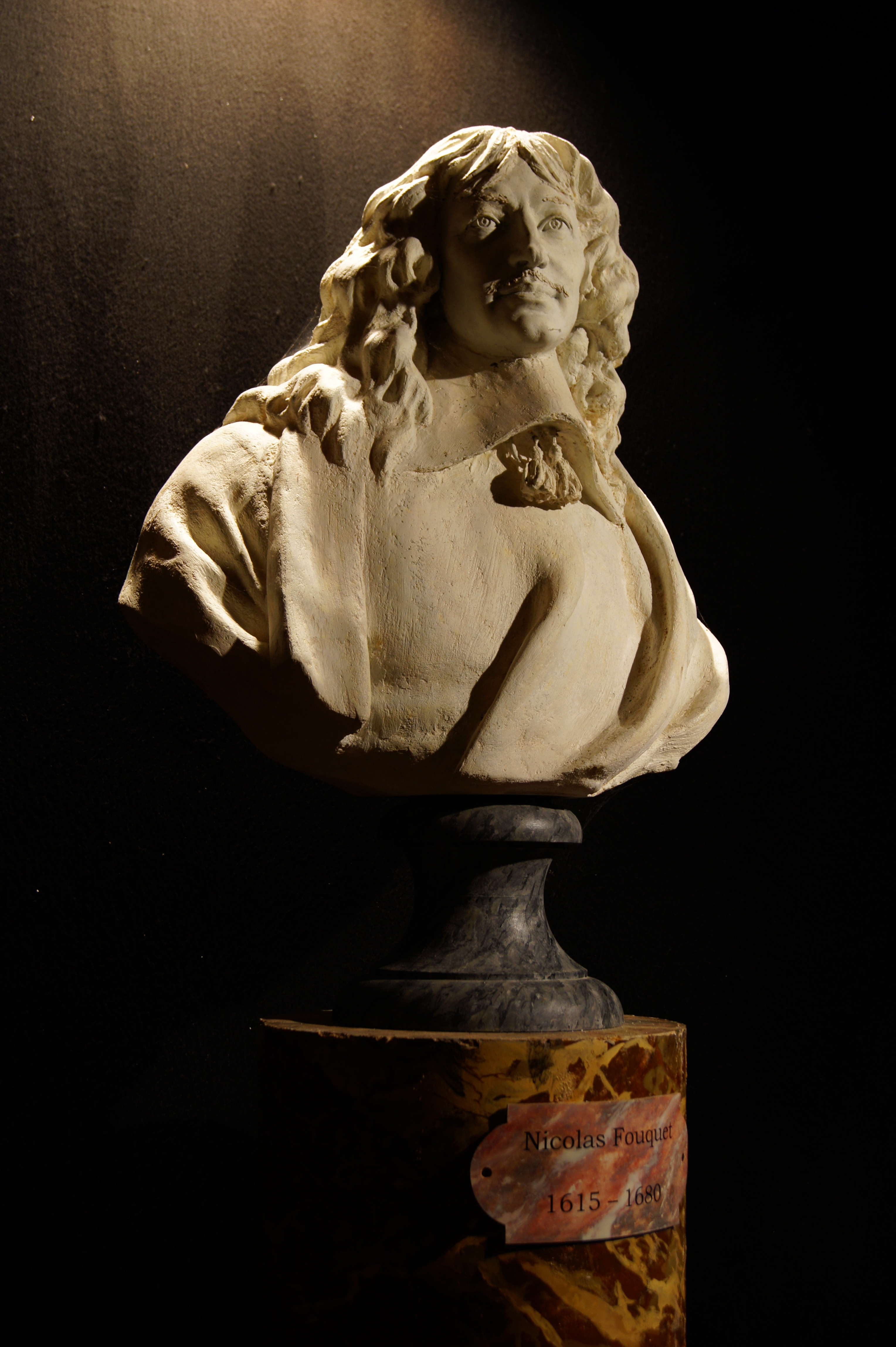
Buste en plâtre de Nicolas Fouquet, à Vaux-le-Vicomte.

Lors du séjour de la cour à Nantes pour les états de Bretagne, Louis XIV ordonne le 5 septembre 1661 à d'Artagnan d'arrêter le surintendant pour malversations. 
Hugues de Lionne, son ami, demande au roi de partager la disgrâce du surintendant, mais Louis XIV refuse. Belle-Île se rend sans résistance aux troupes royales.
Les scellés sont apposés sur toutes les résidences de Fouquet, et celles de ses clients. Mme Fouquet est exilée à Limoges, ses frères Louis et François confinés dans leurs diocèses. Gilles, son frère, est déchu de sa charge de premier écuyer, et même Basile doit s'exiler en Guyenne.

### L'instruction

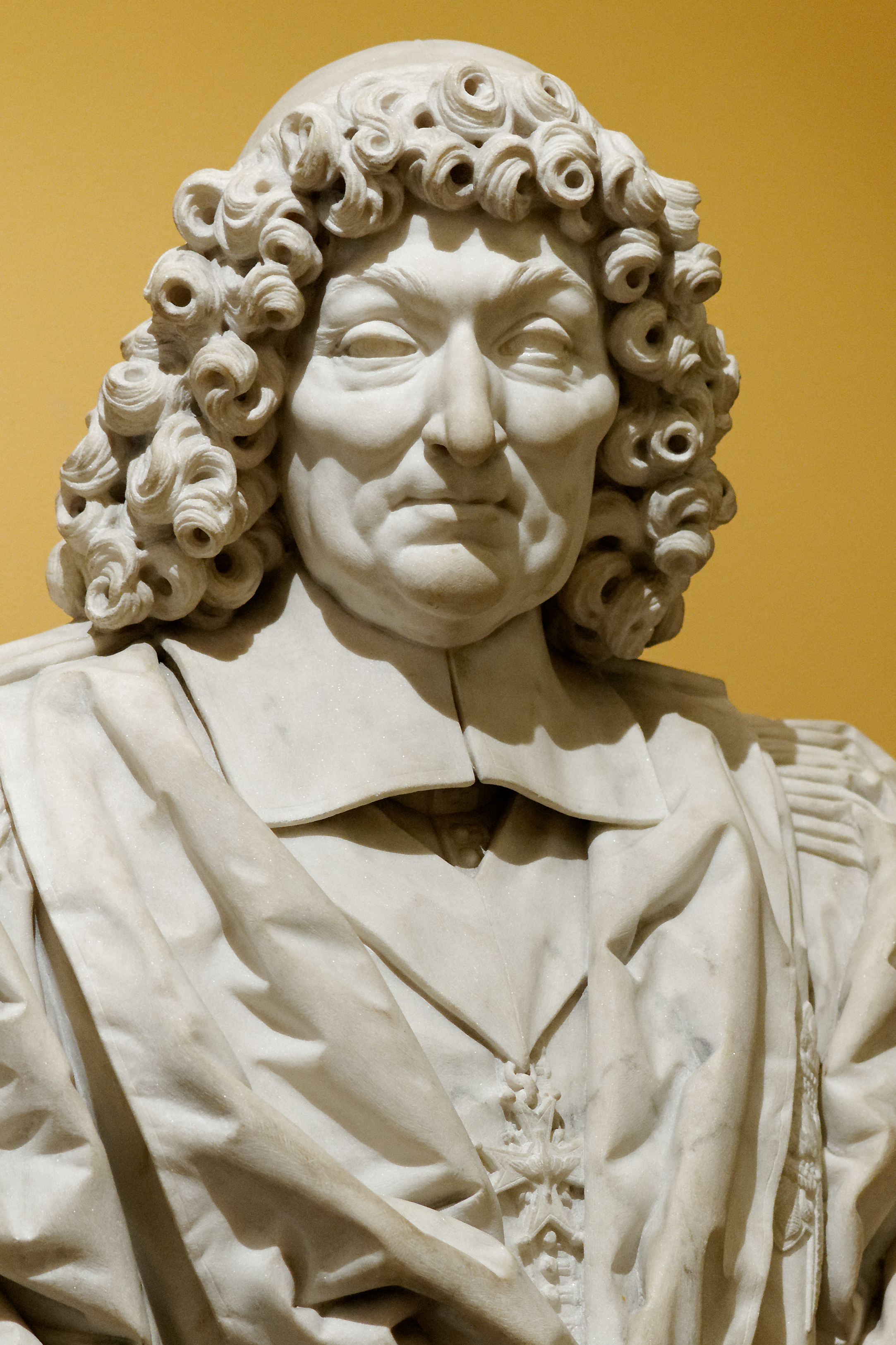
Le chancelier Séguier, principal accusateur de Fouquet, par Gérard-Léonard Hérard, musée du Louvre.

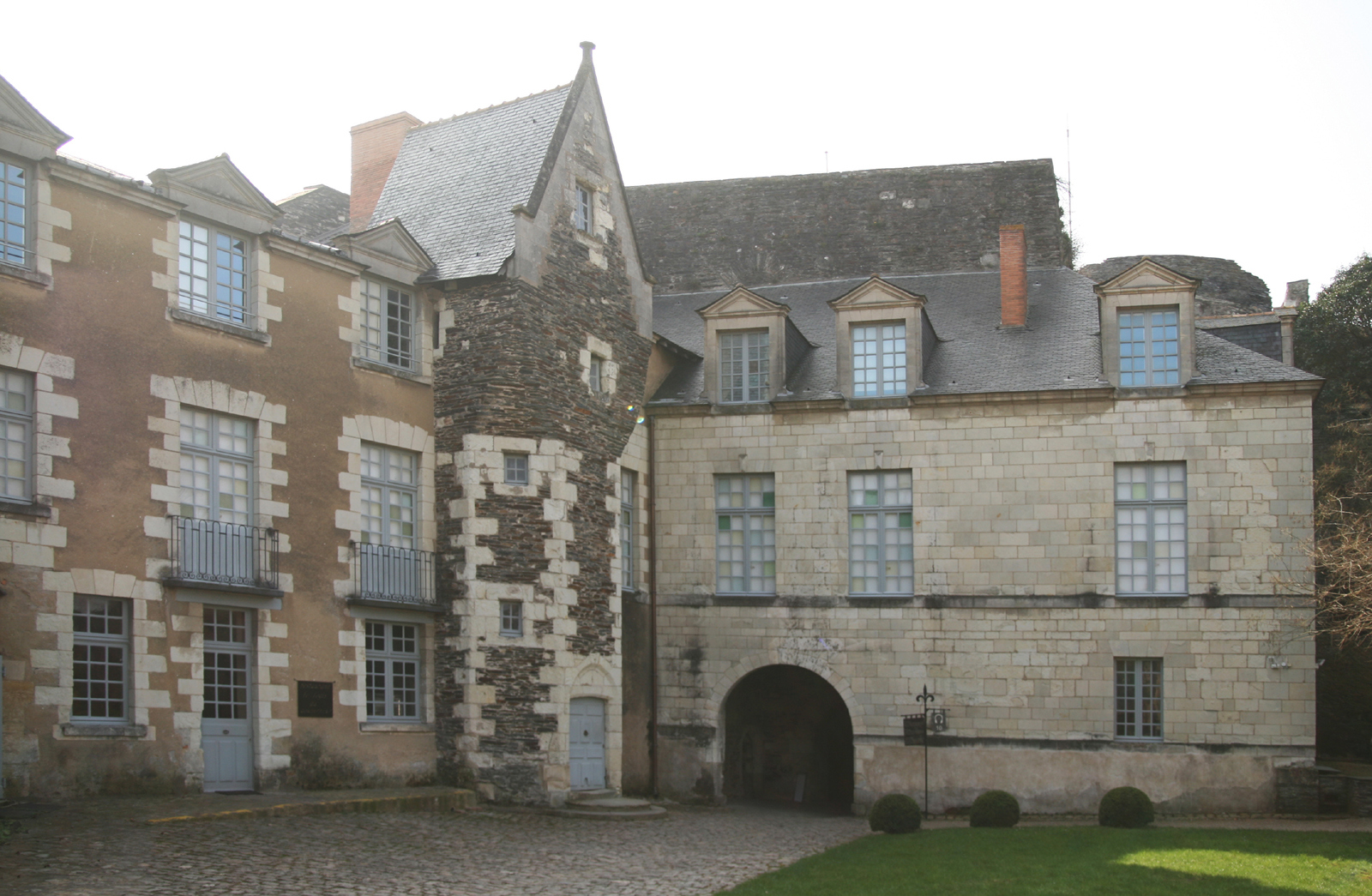
Logis du gouverneur au château d'Angers, où fut incarcéré Fouquet durant plusieurs mois.

Le 7 septembre, Fouquet est transféré au château d'Angers. Les perquisitions commencent, en présence de Colbert, pourtant simple particulier, sans rôle dans l'instruction.
Tout au long des recherches, Colbert fait porter au roi, en toute irrégularité, des pièces inventoriées, dont certaines sont conservées et certaines rendues après quelques jours. Colbert fait également analyser tous les comptes et tous les registres financiers saisis, afin d'y chercher des éléments de preuve contre Fouquet. Derrière un miroir, à Saint-Mandé, on découvre le « plan de défense » de Fouquet : il s'agit d'instructions en cas de crise, rédigées par Fouquet lui-même en 1657, à une époque où il croit que Mazarin a juré sa perte. Le mémoire prévoit qu'en cas d'emprisonnement et de mise au secret de Fouquet, les gouverneurs qui comptent parmi ses amis s'enferment dans leur citadelle et menacent d'entrer en dissidence pour obtenir sa libération — « projets de révolte qui eussent mérité la mort si le ridicule n'en avait adouci le crime », note l'abbé de Choisy. Indiscutablement factieux, ce plan est effectivement inachevé, lacunaire et tout à fait irréaliste. On relève également un engagement pris par les adjudicataires des gabelles de verser une pension annuelle de 120 000 livres à un bénéficiaire dont le nom est laissé en blanc : il s'agit clairement d'un pot-de-vin.[réf. souhaitée]
Par la suite, Fouquet accusera Colbert d'avoir fait placer chez lui un document issu des papiers de Mazarin : de fait, le papier n'est pas mentionné dans un premier procès-verbal établi avant la visite de Colbert, et n'est trouvé qu'après une visite minutieuse des lieux par ce dernier.
Le 12 septembre, Louis XIV supprime la surintendance, la remplaçant par un Conseil royal des finances. Colbert prend le poste de Fouquet au Conseil d'en haut, avec rang de ministre. Relevant d'une forme parfaitement légale de justice retenue du roi, ce dernier a institué une juridiction d'exception par édit royal de novembre 1661 « portant création et établissement d’une chambre de justice, pour la recherche des abus et malversations commises dans les finances de Sa Majesté depuis l’année 1635 », chambre de justice constituée le 15 et présidée par le chancelier Séguier avec pour adjoint Guillaume de Lamoignon. Elle est composée de magistrats de la Cour des aides et de la Chambre des comptes. Le 1er décembre, Fouquet est transféré au château d'Amboise ; la population l'injurie sur son passage.

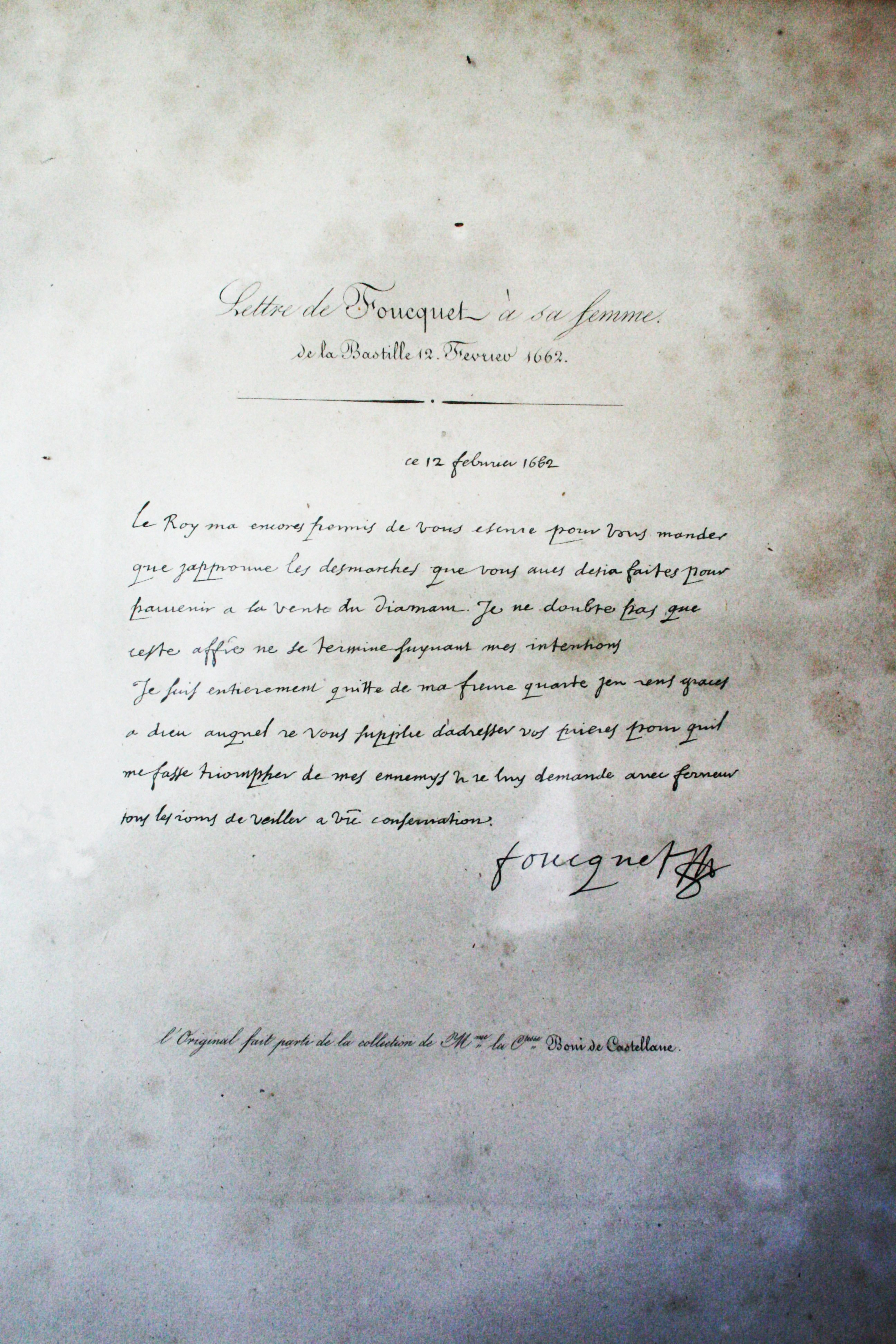
Lettre de Nicolas Fouquet à sa femme, Marie-Madeleine de Castille, datée du 12 février 1662 et écrite de la Bastille.

L'instruction du procès de Fouquet est ouverte le 3 mars 1662. Dès lors, la procédure s'embourbe. Les interrogatoires débutent le 4 mars, alors que Fouquet n'a pas connaissance des pièces saisies et qu'aucun acte de procédure ne lui a été notifié. En mai, il est inculpé. Le 6 juillet, un arrêt du Conseil d'en haut lui interdit de se pourvoir devant le Parlement, malgré sa qualité d'ancien procureur général. Il n'est pas confronté aux témoins avant le 18 juillet, et on ne lui accorde un conseil que le 7 septembre. Le 18 octobre marque une étape importante du procès : la cour rend un arrêt d'appointement, qui impose que la procédure se déroule désormais par écrit.[réf. souhaitée]
À partir de novembre 1662 commence une procédure écrite qui dure deux ans. Le président désigne une liste de rapporteurs. Mme de Maupeou, qui agit pour le compte de son fils, en récuse deux, comme elle en a le droit. Louis XIV réplique qu'il avait choisi précisément ces deux magistrats, et refuse toute modification. Le 10 décembre, Colbert fait remplacer Lamoignon, jugé trop favorable à l'accusé, et lui substitue Pierre Séguier, dont la haine pour l'ancien surintendant est notoire.
Enfin, le 3 mars 1663, la cour accepte de communiquer à Fouquet les pièces de son choix, et consent à n'utiliser que celles qu'il aurait étudiées. Pendant ce temps, plusieurs des complices de Fouquet ont été jugés et condamnés. Ainsi, Jean Hérault de Gourville est condamné à mort par contumace pour « péculat » et lèse-majesté. La marquise du Plessis-Bellière, probablement la meilleure amie de Fouquet, est emprisonnée.[réf. souhaitée]
Pendant ce temps, plusieurs amis du prisonnier publient des libelles en sa faveur. Pellisson, embastillé, publie en cachette un Discours au roi par un de ses fidèles sujets sur le procès de M. Fouquet dont Louis XIV prend connaissance.
La Fontaine écrit et fait circuler, sans nom d'auteur, une Élégie aux Nymphes de Vaux, poème dédié à « M. F. » faisant appel à la clémence du roi, ce qui lui vaut la suppression de sa pension par Colbert. Colbert fait pourchasser les auteurs et les colporteurs de gazettes.[réf. souhaitée]
Le 14 novembre 1664, Fouquet est amené à la chambre de justice dans l'Arsenal, pour être interrogé sur la sellette. Il se défend avec acharnement au cours de cette procédure orale.

### Les crimes reprochés
Les deux crimes reprochés sont le péculat (détournement de fonds publics par un comptable public) et la lèse-majesté, passibles tous deux de la peine de mort.

#### Le péculat

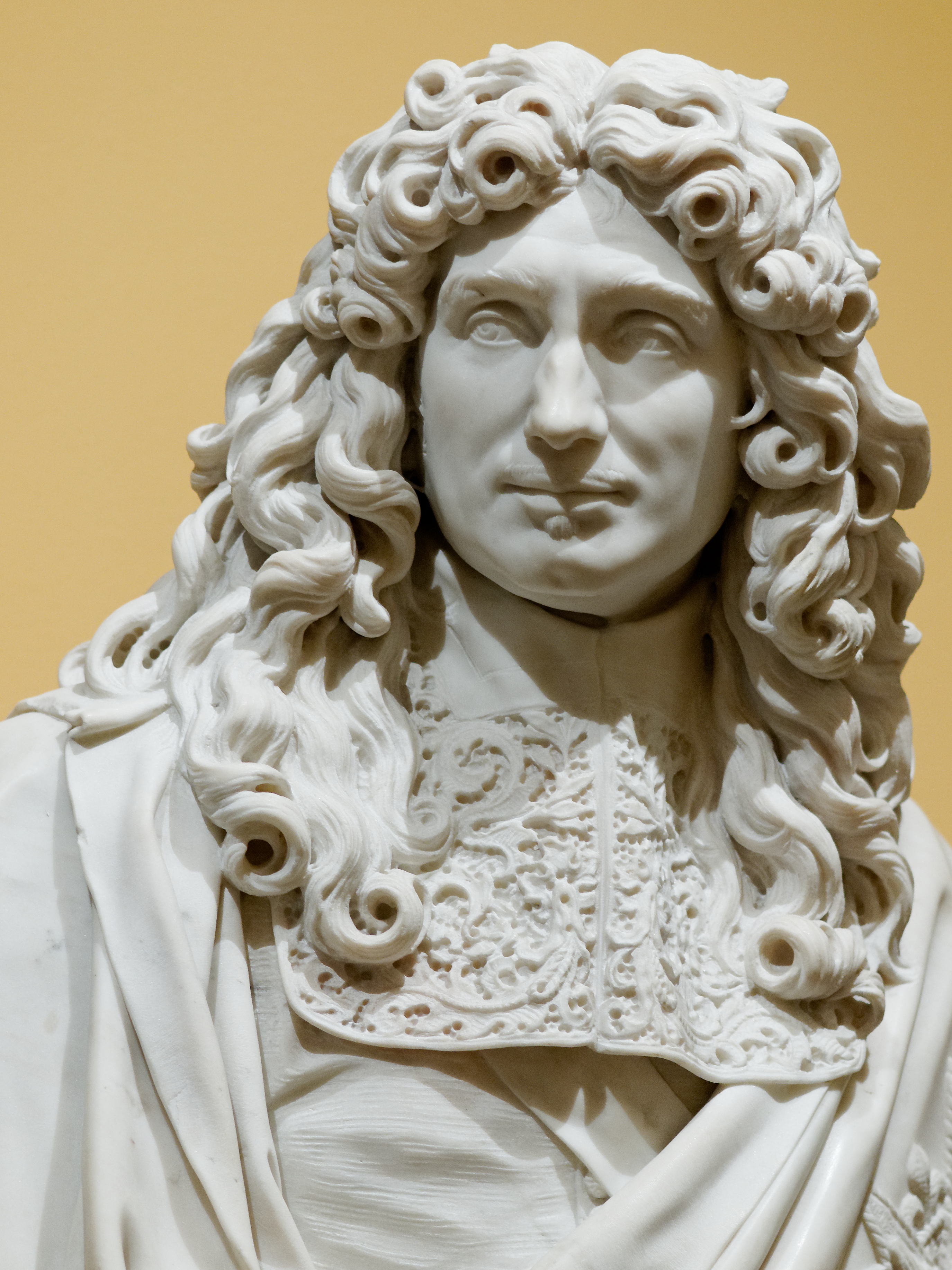
Jean-Baptiste Colbert, grand rival de Fouquet, par Coysevox.

- réception de pensions sur les fermes mises en adjudication ;
- acquisition de droits sur le roi par l'utilisation de divers prête-noms ;
- réassignation de vieux billets surannés ;
- octroi d'avances à l'État en cumul avec une fonction d'ordonnateur des fonds, afin d'en tirer bénéfice.

L'accusation appuie son argumentation sur deux types de preuves : d'abord, l'opulence de Fouquet et ses nombreuses acquisitions, ensuite, le témoignage de plusieurs manieurs d'argent ainsi que les papiers trouvés durant les perquisitions.
Sur le premier point, l'accusation soutient la pauvreté de Fouquet avant d'entrer dans les affaires : à preuve, il a dû emprunter les 450 000 livres de sa charge de procureur général. Elle met également en avant les dépenses importantes engagées pour Vaux.
L'accusation pointe ensuite son immense fortune actuelle, sur la base des 38 comptes découverts chez son commis : entre février 1653 et la fin 1656, Fouquet a reçu 23 millions de livres. Sur ce montant, 3,3 millions proviennent de ses gages et appointements, le reste étant constitué de billets de l'Épargne, d'ordonnances de comptant et de sommes reçues des gens d'affaires. Pour l'accusation, cela prouve que Fouquet confond les recettes destinées à l'État et ses revenus personnels.[réf. souhaitée]
De manière surprenante, et malgré les demandes de Fouquet, les magistrats ne dressent aucun état des biens de l'accusé, qui aurait permis de trancher la question. En effet, Fouquet de son côté nie sa prétendue pauvreté au moment d'entrer en fonction comme sa richesse actuelle. Tout au long de la procédure, il se défend habilement, profitant d'une insuffisante culture financière du chancelier Séguier. Il se montre évasif sur les questions les plus épineuses pour lui, comme celle des droits d'octroi, et exploite les faiblesses de l'accusation comme la complexité du dossier.
Sur le fond, Daniel Dessert donne raison au surintendant. Il juge que les différents chiffres produits à charge sont « divers, contradictoires, en un mot discutables » et devant être maniés avec précaution. Pour lui, ils témoignent davantage de la circulation des effets et de l'argent entre les mains de Fouquet et de ses collaborateurs que de l'ampleur de la fortune de ce dernier, et donc des détournements qu'il aurait commis. Sur la base des actes notariés existants, des papiers du procès et des pièces relatives au règlement de la succession, il estime la fortune de Fouquet lors de son arrestation à 15,4 millions de livres d'actif et 15,5 millions de passif, soit un solde négatif de 89 000 livres. Fouquet n'aurait donc pas gagné à être surintendant. De plus, Fouquet n'aurait pas volé son argent au roi : toutes ses acquisitions seraient payées ou en cours de paiement avec l'argent de son couple. Il conclut que « l'ensemble du dossier, pièces à conviction et interrogatoires, ne permet pas de prouver un quelconque manquement de Fouquet ».
Jean-Christian Petitfils se montre plus réservé. Sa propre estimation de l'état des biens de Fouquet fait ressortir un actif de 18 millions de livres et un passif de 16,2 millions, soit un solde positif de 1,8 million. Il met également l'accent sur le compte de résultat et notamment l'importance des dépenses, ainsi que sur le désordre de la comptabilité de Fouquet. Si « rien ne démontre qu'il ait puisé directement dans les caisses du Trésor (…) il est difficile d'admettre qu'au milieu de cette orgie de faux et de concussion, Fouquet soit resté blanc comme neige ». Comme beaucoup de ses contemporains, Fouquet se serait donc bel et bien enrichi en se comportant comme banquier, financier et traitant vis-à-vis de l'État, alors même qu'il était en même temps ordonnateur des fonds.[réf. souhaitée]

#### La lèse-majesté
L'accusation, assez ténue, 
Au pied du mur, Fouquet invoque un mouvement de folie et dénie tout caractère sérieux au contenu du plan. Pour lui, son seul crime est de ne pas avoir brûlé ce papier aussitôt rédigé. Pourtant le plan de Saint-Mandé est modifié par Fouquet plusieurs fois après sa rédaction initiale en 1657 (1658 et 1659). Ce qui rend peu crédible sa défense basée sur une folie due à la fièvre. Il conclut en retournant la politesse à son accusateur, Séguier, dont le comportement pendant la Fronde n'avait pas été exempt de tout reproche, et surtout dont le gendre, le duc de Sully, avait ouvert aux Espagnols les portes de Mantes, dont il avait le gouvernement.
Si le plan de Saint-Mandé n'est pas connu lors de l'arrestation, de fortes présomptions pèsent sur Fouquet depuis la fortification de ses places fortes, en plus des liens qui l'unissent aux milieux dévots, plus proches des Rois catholiques et de la maison des Habsbourg que des rois très-chrétiens (qui eux sont proches des pays protestants et du Grand Turc). Le procès est surtout un procès politique mené en sous-main par les ministres de Louis XIV, notamment Colbert et Le Tellier.

### Le jugement
Après trois ans d'audience, pendant lesquels les avocats de Fouquet ont produit plus de dix volumes in-folio de mémoires en défense, la Chambre de justice reconnaît, le 21 décembre 1664, Nicolas Fouquet coupable de péculat, crime pour lequel les ordonnances prévoient la mort. Mais sur les vingt-deux magistrats, seuls neuf opinèrent pour la mort, et Fouquet est condamné à la peine de confiscation de tous ses biens et de bannissement hors du royaume. Cette indulgence, toute relative, est peut-être une déception pour Colbert qui a consacré trois ans d'efforts à cette affaire. Le marquis de Sourches note dans ses Mémoires que la nouvelle est reçue « avec une joie extrême, même par les plus petites gens des boutiques ».
Pour la plupart des contemporains, le verdict et la liesse populaire conséquente sont dues à un procès inique. L'abbé de Choisy note ainsi : « la manière dont on s’y prit pour le perdre ramena les cœurs dans son parti. Il était coupable mais, à force de le poursuivre contre les formes, on irrita les juges en sa faveur, et son innocence prétendue fut un effet de la colère aveugle et précipitée de ses ennemis ». De même, Voltaire, tout en reconnaissant que Fouquet a « dissipé les finances de l'État et (…) en a usé comme des siennes propres », explique cette sentence clémente par « l'irrégularité des procédures faites contre [Fouquet], la longueur de son procès, l'acharnement odieux du chancelier Séguier contre lui, le temps qui éteint l'envie publique et qui inspire la compassion pour les malheureux, enfin les sollicitations toujours plus vives en faveur d'un infortuné que les manœuvres pour le perdre ne sont pressantes ».
Louis XIV change, en usant de son droit de grâce, la sentence en détention perpétuelle à Pignerol, place forte royale située dans les Alpes, le roi ne pouvant pas prendre le risque de laisser Fouquet, qui garde toute son influence, se réfugier dans une cour ennemie. Il disgracie également les juges, dont Olivier Le Fèvre d'Ormessonet Pierre de Roquesante, qui n'ont pas appliqué ses volontés dans cette affaire. Les riches amis financiers de Fouquet sont poursuivis par la même chambre de justice, qui siège jusqu'en 1669. Les nobles ne sont pas inquiétés.[réf. souhaitée]

### L'internement à vie à la forteresse de Pignerol

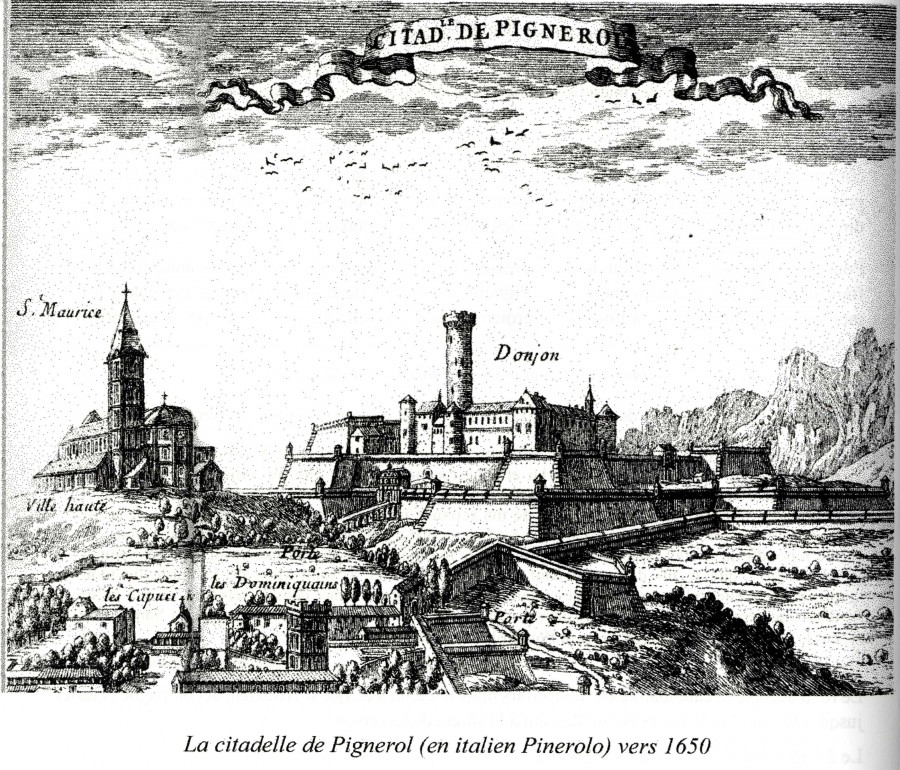
La citadelle de Pignerol, gravure du XVIIe siècle.

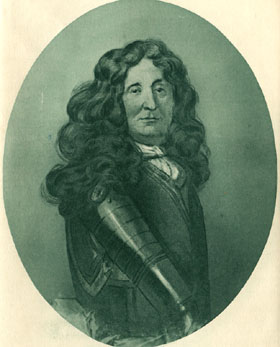
Bénigne Dauvergne de Saint-Mars, geôlier de Fouquet à Pignerol.

Fouquet est emprisonné dans deux pièces du donjon de la forteresse de Pignerol commandée par Bénigne Dauvergne de Saint-Mars. On lui adjoint deux valets, Champagne et La Rivière, puis on les lui retire. Louis XIV libéralise ses conditions de détention à partir de 1677, il peut désormais se promener dans l'enceinte du donjon, recevoir la visite de sa famille ou de ses amis. Le roi envisage de libérer le vieil homme malade et usé lorsque Fouquet meurt officiellement à la forteresse le 23 mars 1680, peu après l'affaire des poisons qui touche une partie des amis de l'ancien surintendant (dont la veuve du marquis d'Assérac). Il meurt sous les yeux de son fils, le comte de Vaux, qui se trouve là en visite. La mort est due à une crise d'apoplexie et fait suite à une longue maladie. Aucun acte de décès n'est établi, mais une ordonnance énumère les frais entraînés par la maladie puis les funérailles de Fouquet. Au reste, la famille ne conteste pas les circonstances du décès ; aucune autopsie n'est donc pratiquée.
Le corps de Fouquet est déposé dans l'église Sainte-Claire de Pignerol, comme c'est la coutume pour les défunts anciens prisonniers de la forteresse. Il sera par la suite transféré dans la chapelle Fouquet du couvent de la Visitation-Sainte-Marie, à Paris (actuel temple protestant du Marais, rue Saint-Antoine).
Cependant, plusieurs sources jettent le trouble sur ce récit des événements. Gourville affirme dans ses Mémoires que Fouquet a été libéré peu de temps avant de mourir. D'après Voltaire, qui écrit des années après les évènements, cette thèse serait confirmée par la comtesse de Vaux, belle-fille de Fouquet. Il faut noter que celle-ci a épousé le comte de Vaux en 1687, sept ans après la mort de Fouquet.
Robert Challes rapporte dans ses Mémoires une hypothèse que lui aurait confiée le premier commis de Colbert : relâché à la suite de l'intercession de la dauphine, Fouquet serait mort à Chalon-sur-Saône, possiblement d'une indigestion. Il est le premier à mentionner un éventuel empoisonnement. Malgré son niveau de détail, l'hypothèse telle que rapportée par Challes est peu vraisemblable.
Enfin, il faut mentionner un ajout autographe de Louvois à la fin d'une lettre adressée à Saint-Mars, geôlier de Fouquet : « Mandez-moi comment il est possible que le nommé Eustache ait fait ce que vous m'avez envoyé, et où il a pris les drogues nécessaires pour le faire, ne pouvant croire que vous les lui ayez fournies ». Le « dénommé Eustache » est Eustache Dauger, un autre prisonnier de Pignerol, bien plus célèbre que Fouquet puisque c'est le nom que donne Louvois au masque de fer dans sa correspondance avec Saint-Mars.
Le texte sibyllin de Louvois laisse penser à un empoisonnement mais, si Dauger a bien eu la possibilité matérielle de le faire, on ne lui reconnaît aucun mobile. Petitfils suppose que les « drogues » dont il est question ont servi à élaborer de l'encre sympathique et conclut que Fouquet est mort de mort naturelle. Daniel Dessert, tout en jugeant « plausible » l'empoisonnement, souligne également l'absence de mobile, et écarte comme « matériellement impossible » l'idée que Colbert puisse en être à l'origine.
Sa haute position sociale au moment de son arrestation, et donc les nombreux secrets qu'il était censé connaître, l'acharnement du roi, qui brisa la sentence des juges, font que certains auteurs, comme Paul Lacroix, ont mêlé le sort de Fouquet à celui de l'homme au masque de fer, thèse sans fondements historiques. Il reste que dans ses mémoires, l'abbé Dubois, confident du Régent, fait état d'un entretien de ce dernier avec Louis XIV, peu avant sa mort, qui lui aurait dit que le Masque de fer était Fouquet, laissant entendre qu'il aurait soupçonné la reine (Anne d'Autriche ou Marie-Thérèse ?) d'avoir eu une liaison avec lui.
Dans l’essai historique Le Secret du Masque de fer (1973), Marcel Pagnol, qui identifie le fameux prisonnier au frère jumeau de Louis XIV, développe une thèse selon laquelle Fouquet fut empoisonné par Saint-Mars à Pignerol, sur ordre de Louis XIV relayé par Louvois. Pagnol cite également la lettre de Louvois, mais réfute la thèse selon laquelle Fouquet aurait été empoisonné par Dauger, estimant notamment que ce dernier n’aurait pu se procurer « les drogues nécessaires ».

## Généalogie

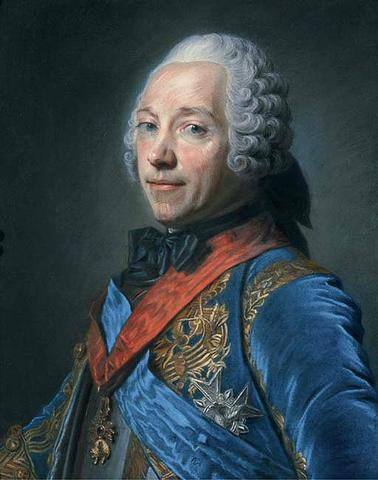
Portrait en buste de Charles-Louis-Auguste Fouquet (1684-1761), duc de Belle-Isle, maréchal de France par Maurice Quentin de La Tour (exposé au Salon de 1748)
(Collection particulière).

De son premier mariage, avec Louise Fourché de Quéhillac, Nicolas Fouquet eut une fille, Marie, qu'il maria avec Armand de Béthune, marquis de Charost, moyennant un apport dotal de 600 000 livres de la part de l'épouse. Ce mariage à la fin des années 1650 confirme l'ascension sociale de la famille.
Le second mariage permit d'assurer une descendance masculine. Nicolas Fouquet eut 5 enfants de Marie-Madeleine de Castille :
1. François (1652-1656), qui mourut très jeune ;
2. Louis Nicolas, comte de Vaux (mort en 1705), qui se maria avec Jeanne-Marie Guyon, fille de parlementaire, sans descendance ;
3. Marie-Madeleine (1656-1720), qui épousa Emmanuel Balaguier de Crussol d'Uzès, marquis de Montsales ;
4. Charles Armand (1657-1734), est entré à l'Oratoire ;
5. Louis, marquis de Belle-Isle (1661-1738), qui épousa Catherine-Agnès de Lévis, fille du marquis de Charlus.

Seul le marquis de Belle-Isle eut une descendance. Le mariage de sentiments qu'il obtint avec la fille du marquis de Charlus contre le gré de la famille apparaît comme une véritable chance étant donné la réputation des Fouquet après la condamnation de Nicolas. Les Lévis sont en effet une famille de noblesse de race fort ancienne.
De ce mariage naquirent notamment Charles Louis Auguste Fouquet (1684-1761) et Louis Charles Armand (1693-1747). Ces deux fils, par leur carrière dans les armes, nouveauté chez les Fouquet (!) permirent de redorer le blason du lignage, et d'acquérir les plus grands honneurs jamais reçus : Charles Louis Auguste devint entre autres gouverneur des Trois-Évêchés, places fortes de première importance aux confins du Saint-Empire et fut nommé duc et pair sous Louis XV, en récompense de ses loyaux services.
- Jean Fouquet
  - François Ier Fouquet ∞ Perrine Le Gaigneux
    - François II Fouquet ∞ Lézine Cupif
      - François III Fouquet (1551-1590) ∞ Marie de Bénigne
        - François IV Fouquet (1587-1640) ∞ Marie de Maupeou (1590-1681)
          - François V Fouquet (1611-1673)
          - Anne Fouquet (1613)
          - Nicolas Fouquet (1615-1680) ∞ Marie-Madeleine de Castille (1635-1716)
            - Louis-Nicolas Fouquet (1654-1705)
            - François Fouquet (1655-1658)
            - Marie-Madeleine Fouquet (1656-1720)
            - Charles-Armand Fouquet (1657-1734)
            - Louis Fouquet (1661-1738) ∞ Agnès de Lévis (1660-1729)
              - Charles-Louis Fouquet (1684-1761) ∞ Casimire de Béthune (1709-1755)
                - Louis Fouquet (1732-1758)
                - Victor Fouquet (1734-1739)
                - Auguste Fouquet (1739)

              - Anne Fouquet (1685-1743)
              - Madeleine Fouquet (1686-1749)
              - Louis Fouquet (1693-1747)

          - Élisabeth Fouquet (1619-1682)
          - Marie Fouquet (1621-1709)
          - Basile Fouquet (1622-1680)
          - Yves Fouquet (1628-1651)
          - Agnès Fouquet (1630)
          - Madeleine Fouquet (1632)
          - Louis Fouquet (1633-1702)
          - Gilles Fouquet (1637-1694)

      - Jean Fouquet
      - Christophe Ier Fouquet (1559-1628) ∞ Élisabeth Barrin
        - Branche de Challain († 1722)

      - Isaac Fouquet

    - Christophe Fouquet (1534-1596) ∞ Renée Saguier
      - Branche de La Bouchefollière († 1846)

## Nicolas Fouquet dans les œuvres de fiction

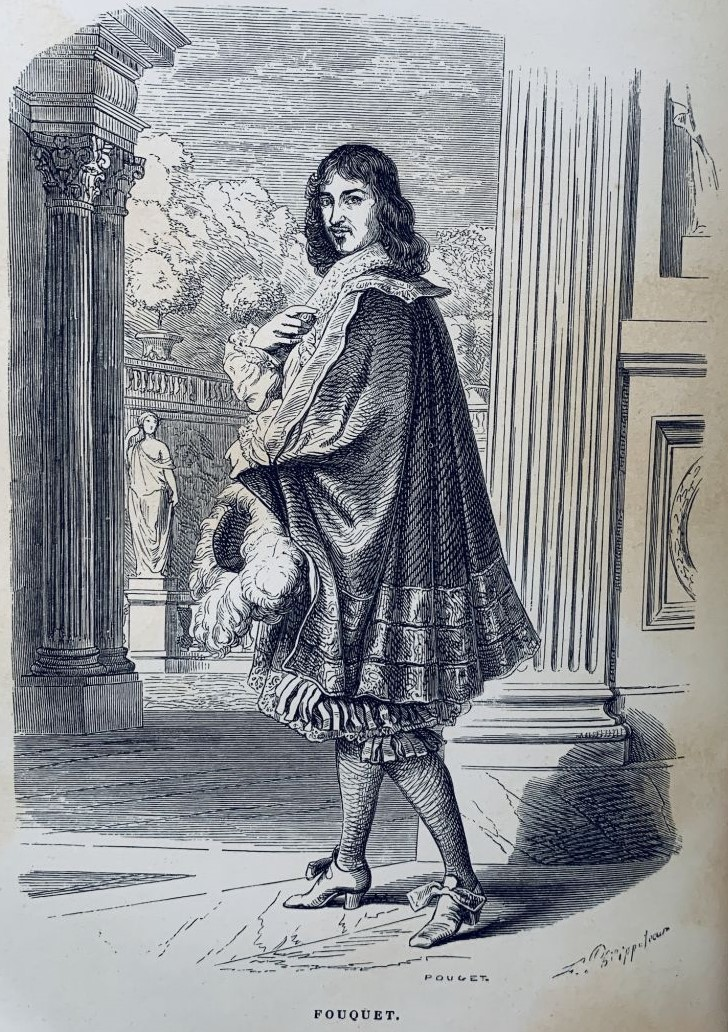
Fouquet, protagoniste du Vicomte de Bragelonne, roman d'Alexandre Dumas.
Gravure de Jean-Achille Pouget d'après une illustration d'Henri Félix Emmanuel Philippoteaux, 1852.

Personnage important du Vicomte de Bragelonne, Nicolas Fouquet est représenté dans ce roman d'Alexandre Dumas comme l'incarnation des « valeurs généreuses » et de la « prodigalité baroque » face à l'absolutisme du Roi-Soleil. À l'opposé de la « subversion baroque » de son rival Fouquet, Jean-Baptiste Colbert symbolise la « raison classique » tout en étant dépeint comme « dur et froid, ambitieux et sans scrupule, d'esprit lourd et sans charme. » C'est en partie pour sauver son ami Fouquet (mais surtout pour s'assurer la maîtrise du royaume) qu'Aramis fait enlever et emprisonner Louis XIV et le remplace par son jumeau caché. Fouquet refuse cependant de participer au complot et délivre le véritable roi ; le jumeau est renvoyé en prison, et devient le masque de fer. Louis XIV se montre cependant ingrat : toujours dressé contre son surintendant, et ne lui pardonnant pas de l'avoir vu emprisonné et humilié, il ordonne tout de même à d'Artagnan d'arrêter Fouquet. Malgré sa sympathie pour le surintendant, le capitaine des mousquetaires s'empare de sa personne au terme d'une poursuite.
En 1910, le premier film qui lui est consacré s'intitule Fouquet, l'homme au masque de fer. Le film muet réalisé par Camille de Morlhon a pour sujet la thématique du Masque de fer, laquelle reviendra de façon constante et récurrente dans sa filmographie tout le long du XXe siècle. En 1939, L'Homme au masque de fer, film américain de James Whale, avec Joseph Schildkraut dans le rôle du surintendant, est une adaptation très libre du Vicomte de Bragelonne. En 1977, Patrick McGoohan, acteur de la série-culte Le Prisonnier, tient le rôle de Nicolas Fouquet dans la série télévisée britannique : « L'homme au masque de fer » (« The Man in the Iron Mask »).
Publié en 2002, Imprimatur, de Rita Monaldi et Francesco Sorti, propose une autre hypothèse de fiction, avec l'évasion de Nicolas Fouquet de Pignerol et la fin de sa vie à Rome, base de l'intrigue du livre.
Publié en 2010, Le ministère des ombres de Pierre Lepère, évoque la vie à Vaux-Le-Vicomte — Colbert se meurt d'amour pour l'épouse de Fouquet — autour du personnage le plus puissant du royaume, la fatidique date du 17 août 1661… Jusqu'à son emprisonnement. Publié la même année, Althéa ou la colère d'un roi de Karin Hann. Althéa est la filleule du surintendant. Le récit est fidèle aux faits historiques. Par contre, l'auteur prend le parti de romancer l'épisode du Masque de Fer, imaginant que Fouquet avait eu connaissance de ce secret d'État, ce qui incita Louis XIV à se débarrasser du surintendant.
Le téléfilm en deux parties Le Roi, l'Écureuil et la Couleuvre de Laurent Heynemann (diffusé en mars 2011) est centré sur la rivalité entre Fouquet « l'écureuil » (Lorànt Deutsch) et Colbert « la couleuvre » (Thierry Frémont) pour obtenir la faveur de Louis XIV (Davy Sardou).
Publié en 2023, La fille du bourreau : Céleste  un roman historique de Céline Knidler retrace dans le Paris de 1649 les aventures de Céleste Clercy, la fille du bourreau et de sa rencontre avec le magistrat Nicolas Fouquet.

## Documentaire
En 2011, un documentaire-fiction, intitulé Nicolas Fouquet : le Soleil offusqué, lui est consacré dans le cadre de l'émission Secrets d'Histoire, présentée par Stéphane Bern.
Le documentaire propose de découvrir le château de Vaux-le-Vicomte qu’il fit construire. L’émission revient également sur son rôle de mécène des plus grands artistes ainsi que sur la fête grandiose qu’il donna dans son château, le 17 août 1661 qui passa pour la provocation de trop aux yeux du roi Louis XIV.

### Pages connexes
- Famille Fouquet